# 24. rozdanie nagród Złotych Malin
Złote Maliny przyznane za rok 2003
| Kategoria                                       | Dla                                               | Za                                                             |
| ----------------------------------------------- | ------------------------------------------------- | -------------------------------------------------------------- |
| Najgorszy film                                  | Gigli                                             |                                                                |
| Najgorszy film                                  | Aniołki Charliego: Zawrotna szybkość              |                                                                |
| Najgorszy film                                  | Justin i Kelly                                    |                                                                |
| Najgorszy film                                  | Kot                                               |                                                                |
| Najgorszy film                                  | Prawdziwy Cancun                                  |                                                                |
| Najgorszy remake/sequel                         | Aniołki Charliego: Zawrotna szybkość              |                                                                |
| Najgorszy remake/sequel                         | Głupi i głupszy 2: Kiedy Harry spotkał Lloyda     |                                                                |
| Najgorszy remake/sequel                         | Justin i Kelly                                    |                                                                |
| Najgorszy remake/sequel                         | Teksańska masakra piłą mechaniczną                |                                                                |
| Najgorszy remake/sequel                         | Za szybcy, za wściekli                            |                                                                |
| Najgorszy aktor                                 | Ben Affleck                                       | Gigli Daredevil Zapłata                                        |
| Najgorszy aktor                                 | Cuba Gooding Jr.                                  | Wojna pokus Statek miłości Radio                               |
| Najgorszy aktor                                 | Justin Guarini                                    | Justin i Kelly                                                 |
| Najgorszy aktor                                 | Ashton Kutcher                                    | Fałszywa dwunastka Nowożeńcy Córka mojego szefa                |
| Najgorszy aktor                                 | Mike Myers                                        | Kot                                                            |
| Najgorsza aktorka                               | Jennifer Lopez                                    | Gigli                                                          |
| Najgorsza aktorka                               | Drew Barrymore                                    | Aniołki Charliego: Zawrotna szybkość Starsza pani musi zniknąć |
| Najgorsza aktorka                               | Kelly Clarkson                                    | Justin i Kelly                                                 |
| Najgorsza aktorka                               | Cameron Diaz                                      | Aniołki Charliego: Zawrotna szybkość                           |
| Najgorsza aktorka                               | Angelina Jolie                                    | Bez granic Lara Croft Tomb Raider: Kolebka życia               |
| Najgorszy aktor drugoplanowy                    | Sylvester Stallone                                | Mali agenci 3D: Trójwymiarowy odjazd                           |
| Najgorszy aktor drugoplanowy                    | Anthony Anderson                                  | Kangur Jack                                                    |
| Najgorszy aktor drugoplanowy                    | Alec Baldwin                                      | Kot                                                            |
| Najgorszy aktor drugoplanowy                    | Al Pacino                                         | Gigli                                                          |
| Najgorszy aktor drugoplanowy                    | Christopher Walken                                | Gigli Kangur Jack                                              |
| Najgorsza aktorka drugoplanowa                  | Demi Moore                                        | Aniołki Charliego: Zawrotna szybkość                           |
| Najgorsza aktorka drugoplanowa                  | Lainie Kazan                                      | Gigli                                                          |
| Najgorsza aktorka drugoplanowa                  | Brittany Murphy                                   | Nowożeńcy                                                      |
| Najgorsza aktorka drugoplanowa                  | Kelly Preston                                     | Kot                                                            |
| Najgorsza aktorka drugoplanowa                  | Tara Reid                                         | Córka mojego szefa                                             |
| Najgorszy duet filmowy                          | Ben Affleck i Jennifer Lopez                      | Gigli                                                          |
| Najgorszy duet filmowy                          | Mike Myers i dowolnie kto                         | Kot                                                            |
| Najgorszy duet filmowy                          | Eric Christian Olsen, Derek Richardson            | Głupi i głupszy 2: Kiedy Harry spotkał Lloyda                  |
| Najgorszy duet filmowy                          | Justin Guarini, Kelly Clarkson                    | Justin i Kelly                                                 |
| Najgorszy duet filmowy                          | Ashton Kutcher, Brittany Murphy, Tara Reid        | Nowożeńcy Córka mojego szefa                                   |
| Najgorsza reżyseria                             | Martin Brest                                      | Gigli                                                          |
| Najgorsza reżyseria                             | Robert Iscove                                     | Justin i Kelly                                                 |
| Najgorsza reżyseria                             | Mort Nathan                                       | Statek miłości                                                 |
| Najgorsza reżyseria                             | Larry Wachowski, Andy Wachowski                   | Matrix Reaktywacja Matrix Rewolucje                            |
| Najgorsza reżyseria                             | Bo Welsh                                          | Kot                                                            |
| Najgorszy scenariusz                            | Martin Brest                                      | Gigli                                                          |
| Najgorszy scenariusz                            | Alec Berg, David Mandel, Jeff Schaffer            | Kot                                                            |
| Najgorszy scenariusz                            | John August, Cormac Wibberley, Marianne Wibberley | Aniołki Charliego: Zawrotna szybkość                           |
| Najgorszy scenariusz                            | Robert Brener, Troy Miller                        | Głupi i głupszy 2: Kiedy Harry spotkał Lloyda                  |
| Najgorszy scenariusz                            | Kim Fuller                                        | Justin i Kelly                                                 |
| Najgorsze usprawiedliwienie dla zrobienia filmu | Kot                                               |                                                                |
| Najgorsze usprawiedliwienie dla zrobienia filmu | Aniołki Charliego: Zawrotna szybkość              |                                                                |
| Najgorsze usprawiedliwienie dla zrobienia filmu | Justin i Kelly                                    |                                                                |
| Najgorsze usprawiedliwienie dla zrobienia filmu | Prawdziwe Cancun                                  |                                                                |
| Najgorsze usprawiedliwienie dla zrobienia filmu | Za szybcy, za wściekli                            |                                                                |

## Nagroda Specjalna
- Travis Payne - Justin i Kelly za beznadziejną choreografię